# Friedrich Liebau
Friedrich Karl Franz Liebau (* 31. Mai 1926 in Berlin; † 11. März 2011 in Kiel) war ein deutscher Chemiker und Professor für Mineralogie und Kristallographie an der Christian-Albrechts-Universität zu Kiel, der insbesondere die Kristallchemie von Silikaten und Phosphaten erforschte.

## Leben
Friedrich Liebau wuchs als Sohn des Tapezierermeisters Otto Liebau und dessen Ehefrau Anna Liebau, geborene Hecklau, mit zwei Schwestern in Berlin auf. Nach dem Notabitur am Köllnischen Gymnasium in Berlin 1944 wurde er zum Wehrdienst einberufen und 1944 bis 1945 im Krieg eingesetzt. Das Kriegsende erlebte er mit Schussverletzungen im Lazarett und entging dadurch einer längeren Kriegsgefangenschaft in Sibirien.
Nach dem Krieg studierte er ab 1946 Chemie an der Humboldt-Universität zu Berlin. Unter Erich Thilo erhielt er 1951 sein Diplom mit der Arbeit Über das Na2BeF4 und seine Beziehung zum Ca2SiO4 und wurde 1956 an der Humboldt-Universität zum Dr. rer. nat. promoviert mit der Doktorarbeit Über die Kristallstrukturen des (NaAsO3)x, der Hochtemperaturmodifikation des Maddrellschen Salzes (NaPO3)x(l), des β-Wollastonits CaSiO3 und einiger strukturell verwandter wasserhaltiger Calciumsilicate. Von 1951 bis 1960 war er an Deutschen Akademie der Wissenschaften zu Berlin am Institut für Anorganische Chemie tätig.
Im Jahr 1952 heiratete er Waltrude Martini, mit der er vier Kinder hatte: Elisabeth Liebau (* 1953), Martin Liebau (* 1954), Barbara Liebau-Danker (* 1956) und Christine Riewerts (* 1961). 1960 floh er von Ost-Berlin in die Bundesrepublik Deutschland. Hier ging er 1960 als wissenschaftlicher Mitarbeiter an das Max-Planck-Institut für Silikatforschung in Würzburg und habilitierte sich 1963 an der Julius-Maximilians-Universität Würzburg mit Arbeiten zur Kristallchemie der Silicate. Am Max-Planck-Institut war er bis 1965 beschäftigt.
1965 wurde Liebau ordentlicher Professor für Mineralogie und Kristallographie an der Christian-Albrechts-Universität zu Kiel. Dort befasste er sich weiter mit der Erforschung der Kristallstruktur von Silikaten und leitete dafür ein Klassifikationsschema ab. Sein hierüber 1985 veröffentlichtes Buch „Structural Chemistry of Silicates“ ist das heute allgemein anerkannte Lehrbuch zur chemischen Struktur von Silikaten, die den größten Teil der Gesteine auf der Erde bilden. 1973–1974 war er Dekan der Mathematisch-Naturwissenschaftlichen Fakultät.
In den 1980er Jahren beschäftigte er sich mit dem Aufbau und der Synthese von Clathrasilen, Silikatstrukturen mit Hohlräumen, in denen organische oder anorganische Moleküle eingelagert sind, und Zeolithen, Aluminium-Silikatstrukturen mit Hohlräumen, in denen Kationen eingelagert sind. Letztere werden in großen Mengen industriell genutzt z. B. als Ionenaustauscher zur Wasserenthärtung. Von 1983 bis 1985 leitete er die Arbeitsgemeinschaft für Kristallographie der Deutschen Mineralogischen Gesellschaft. Er gehörte zudem der Deutschen Physikalischen Gesellschaft und der Gesellschaft Deutscher Chemiker an.
Liebau lebte in Achterwehr bei Kiel. 1991 wurde er emeritiert und war anschließend weiterhin in der Forschung aktiv. Bis zu seinem Tod im März 2011 arbeitete er an einer Erweiterung der Bindungsvalenztheorie, mit der bestimmte Materialeigenschaften z. B. die Hochtemperatursupraleitung beschrieben werden können.
Nach ihm ist der Liebauit benannt, ein 1992 in der Eifel entdecktes Mineral.

## Stiftung zur Förderung der Interdisziplinarität der Kristallographie
Die Waltrude und Friedrich Liebau Stiftung zur Förderung der Interdisziplinarität der Kristallographie soll die interdisziplinäre Verknüpfung der Kristallographie mit anderen Wissenschaften in Lehre und Forschung zu fördern und diese Verknüpfung in der Öffentlichkeit sichtbar zu machen. Zu diesem Zweck verleiht die Stiftung den Waltrude-und-Friedrich-Liebau-Preis zur Förderung der Interdisziplinarität der Kristallographie. Dieser wird stellvertretend von der Deutschen Gesellschaft für Kristallographie vergeben.

## Auszeichnungen
- 1990  Abraham-Gottlob-Werner-Medaille der DMG (Deutsche Mineralogische Gesellschaft)
- 1995  Ehrendoktor der geowissenschaftlichen Fakultät der Universität Würzburg
- 1998  Ehrenmitglied der DGK (Deutsche Gesellschaft für Kristallographie)
- 2002  Carl-Hermann-Medaille der DGK
- 2005  Ehrenmitglied der DMG

## Veröffentlichungen (Auswahl)
- Structural Chemistry of Silicates: Structure, Bonding and Classification. Springer-Verlag, Berlin / Heidelberg / New York / Tokio 1985, ISBN 3-540-13747-5.